# Požega (Kroatië)
Požega (Hongaars: Pozsega; Duits: Poschegg) is het bestuurlijke centrum van de Kroatische provincie Požega-Slavonië. In 2021 telde de stad 22.294 inwoners.
Steden (gradovi): Požega · Kutjevo · Lipik · Pakrac · Pleternica

Gemeenten (općine): Brestovac · Čaglin · Jakšić · Kaptol · Velika
Bjelovar · Čakovec · Dubrovnik · Gospić · Karlovac · Koprivnica · Krapina · Osijek · Pazin · Požega · Rijeka · Šibenik · Sisak · Slavonski Brod · Split · Varaždin · Virovitica · Vukovar · Zadar · Zagreb